# البرت والتین
البرت والتین (روسی: Альберт Иванович Вальтин؛ ۱۷ نوامبر ۱۹۳۷ – ۱۸ فوریهٔ ۲۰۱۵) ورزشکار بسکتبال اهل اتحاد جماهیر شوروی سوسیالیستی بود.
وی در مسابقات کشوری و بین‌المللی در مجموع برندهٔ ۱ مدال نقره شده است.